# Władimir Kuzniecow (kolarz)
Władimir Michajłowicz Kuzniecow (ros. Владимир Михайлович Кузнецов, ur. 13 maja 1945 w Moskwie) – radziecki kolarz torowy i szosowy, dwukrotny medalista torowych oraz brązowy medalista szosowych mistrzostw świata.

## Kariera
Pierwszy sukces w karierze Władimir Kuzniecow osiągnął w 1969 roku, kiedy wspólnie ze Stanisławem Moskwinem, Siergiejem Kuskowem i Wiktorem Bykowem zdobył złoty medal w drużynowym wyścigu na dochodzenie podczas torowych mistrzostw świata w Antwerpii. Na rozgrywanych rok wcześniej igrzyskach olimpijskich w Meksyku radzieccy kolarze w tej samej konkurencji zakończyli rywalizację na czwartej pozycji, przegrywając walkę o brąz z Włochami. Na mistrzostwach świata w Leicesterze w 1970 roku reprezentanci ZSRR w składzie: Stanisław Moskwin, Władimir Kuzniecow, Wiktor Bykow i Władimir Siemieniec zajęli trzecie miejsce. Wystartował także na igrzyskach olimpijskich w Monachium w 1972 roku, gdzie radziecka drużyna zajęła piąte miejsce. Ostatni medal zdobył na rozgrywanych w 1978 roku szosowych mistrzostwach świata w Nürburgu, gdzie wraz z Aavo Pikkuusem, Władimirem Kaminskim i Algimantasem Guzevičiusem wywalczył srebrny medal w drużynowej jeździe na czas.